# Police, Cerkno
Police so naselje v Občini Cerkno.